# Torre de la Escollera
La torre de La Escollera fue un edificio sin terminar ubicado en Cartagena de Indias. La altura original se estimaba en 206 metros y alrededor de 50 pisos, todos con fin residencial. De haber sido terminada, la torre habría sobrepasado a la Torre Colpatria (Bogotá) y se habría convertido en el edificio más alto de Colombia.
Contaría con 2 ascensores de alta velocidad, que se moverían a 6,1 metros por segundo, además de un helipuerto en lo más alto del edificio, y su costo total original sería de 20 mil millones de pesos colombianos de la época.

## Detalles importantes del diseño original

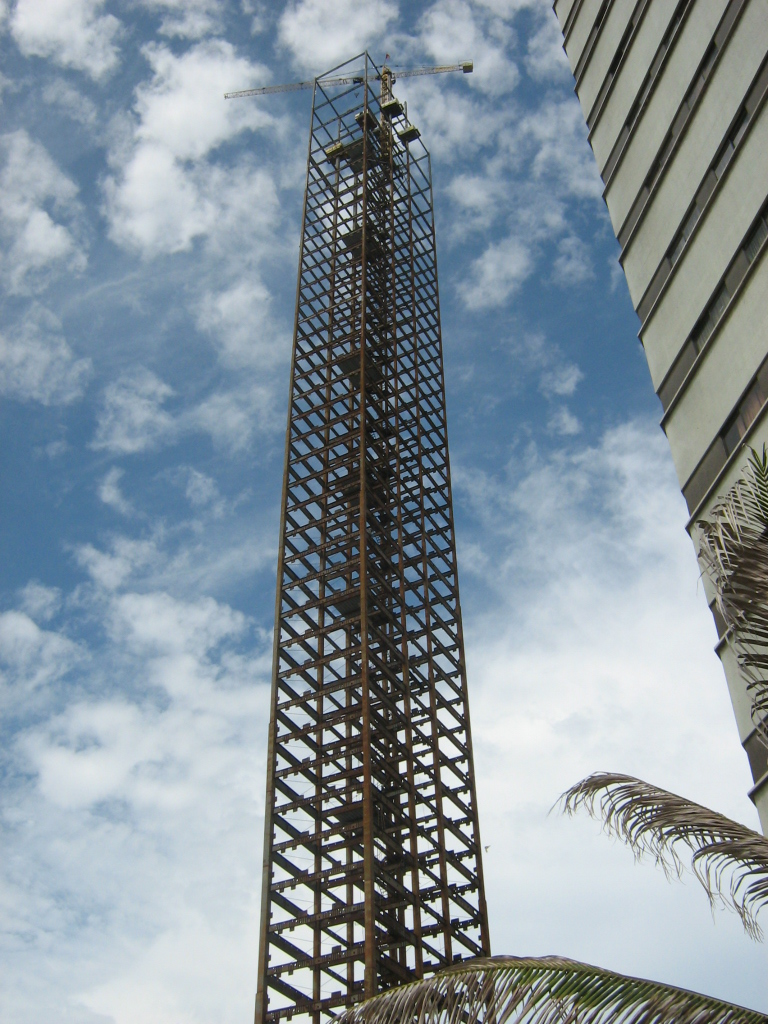
El armazón de la torre luego del vendaval. La curvatura fue de un metro.

El proyecto, el cual estaba girado 45° respecto a la playa para tener una vista hacia el mar Caribe y la Ciudad Histórica, constaba de apartamentos con 5 estilos diferentes, además de tener un vestíbulo de 8 pisos, y en el 9° piso, un club de playa. En cada piso habría un apartamento de 130 metros cuadrados, cada metro cuadrado con un precio de 15 millones de pesos colombianos. Contaría con 88 departamentos de lujo, los cuales tendrían spa, convirtiéndolos en los más exclusivos y costosos de Colombia. Su ubicación sería en el barrio de Bocagrande, en Cartagena de Indias, donde se ha venido experimentando la construcción de edificios de gran altura. La fecha de finalización estaba prevista para septiembre de 2006, pero por problemas, como el retiro de la primera interventora, Acción Urbana S.A., y la toma por parte de Superesculturas Ltda.(construye y vende, mientras que el dueño del proyecto es ActionCol S.A., la obra original sería entregada en el primer semestre del 2008, pero por sucesos imprevistos, que se tratarán más adelante, ya no se entregará.
- La Torre de la Escollera tendría, además del récord de ser el edificio más alto de Colombia, el récord como el edificio más esbelto del mundo, como se ha mencionado ya en algunas revistas nacionales[cita requerida]. Este último, fue cuestionado por la sociedad cartagenera y colombiana en general, por el peligro de un posible derrumbe de la estructura.

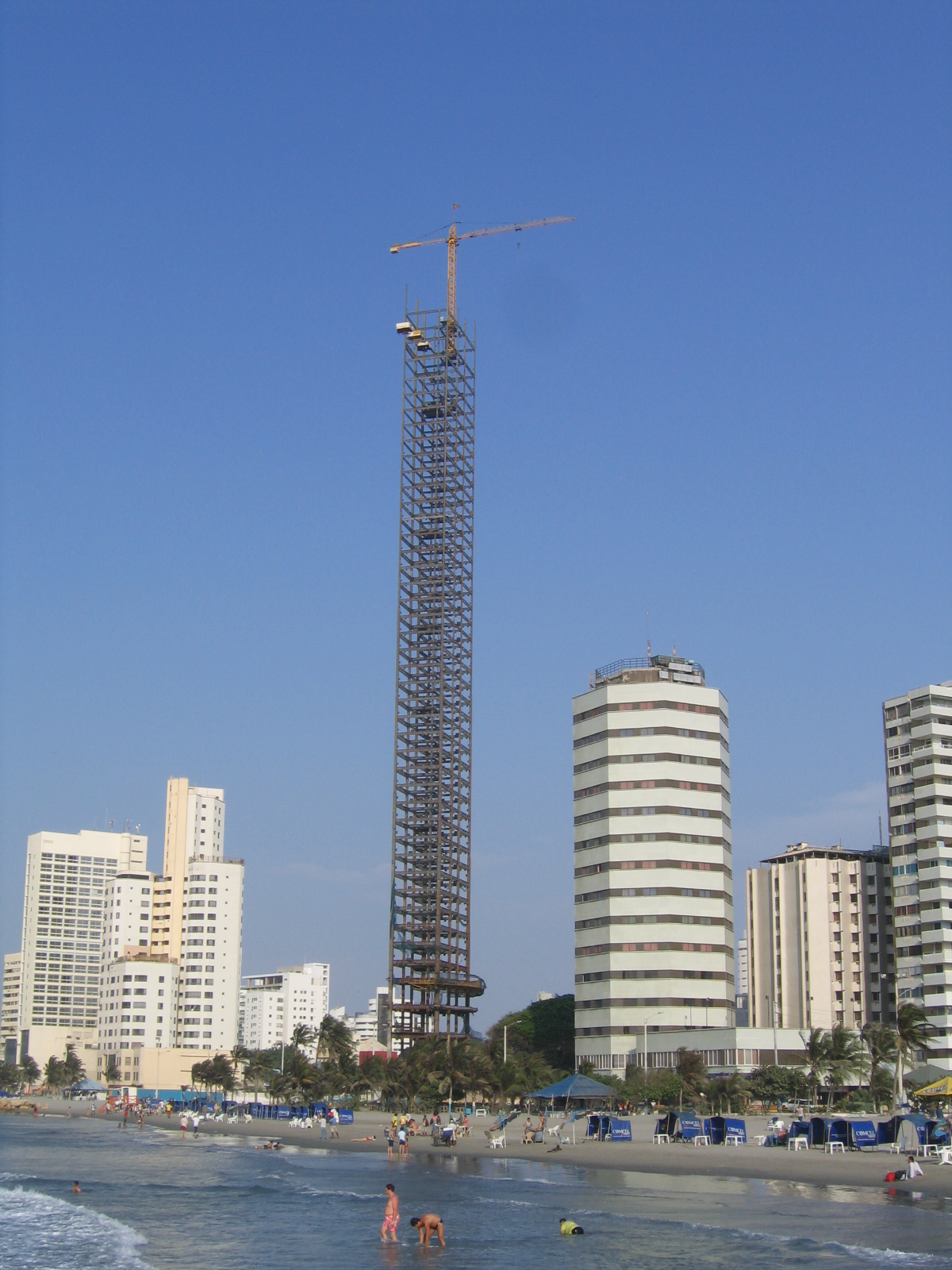
Escollera feb 2007

- Estaba diseñada para soportar vientos de hasta 150 km/h.

- Los cimientos del proyecto original alcanzaban los 42 metros de profundidad.

- Los materiales que se usarían en su construcción serían: concreto armado, acero y vidrio en la mayor parte de su estructura, iba a ser uno de los rascacielos más modernos de Sudamérica.

- Su nombre se derivaba de una antigua discoteca que se encontraba en ese sitio (La Escollera).

- Los primeros pisos del edificio estarían dedicados a oficinas administrativas de la torre.

- Antes de los acontecimientos que llevaron a su desmonte (mayo de 2007), se había vendido el 68% del proyecto.

## Motivos de su destrucción
La decisión la tomó la compañía ActionCol S.A., propietaria del edificio situado en Cartagena, luego de evaluar por lo menos tres opciones.
ActionCol reveló que las inspecciones y los informes de interventoría, confirmaron la existencia de una curvatura en la estructura de acero del edificio (entre los pisos 28 y 40), que involucra algunas uniones entre columnas y vigas. "Tales circunstancias hacen que la estructura sea vulnerable a la acción de fuerzas horizontales como vientos o eventuales sismos"

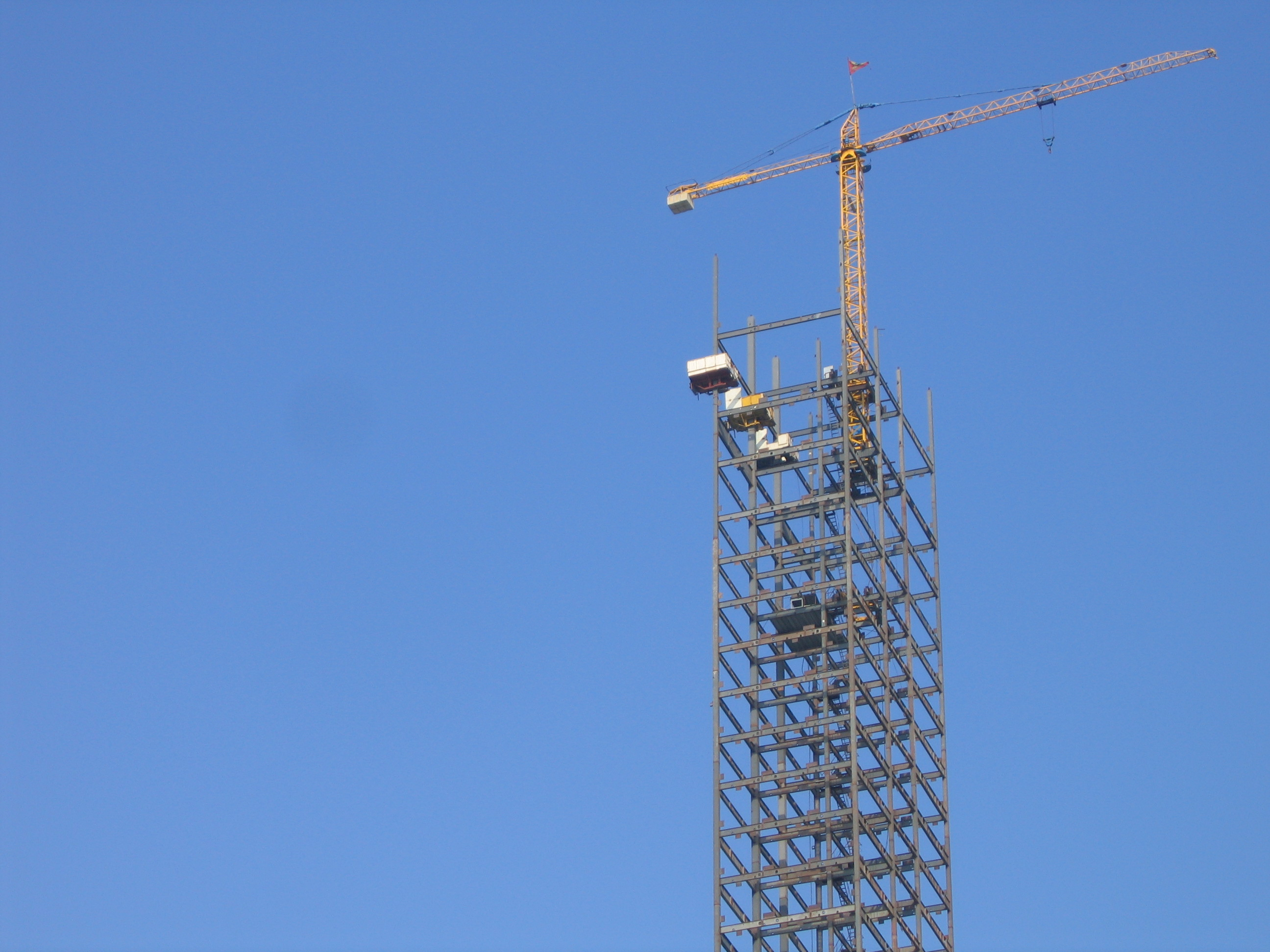
Con esta grúa se armó y desarmo la escollera. Se movían elemento hasta de 4 Ton, llegando hasta los 190 m de altura

Se estaba examinando, entre las opciones, continuar con la corrección de la curvatura, encargarle el trabajo a otra empresa constructora, o desmontar la estructura. Se resolvió esto último como solución para cuidar la confianza de los compradores. No se sabe todavía si el proyecto conservará su apariencia inicial de 58 pisos (lo que la convertiría en la torre más alta del país con 206 metros de altura). Es una decisión que se entrará a considerar.

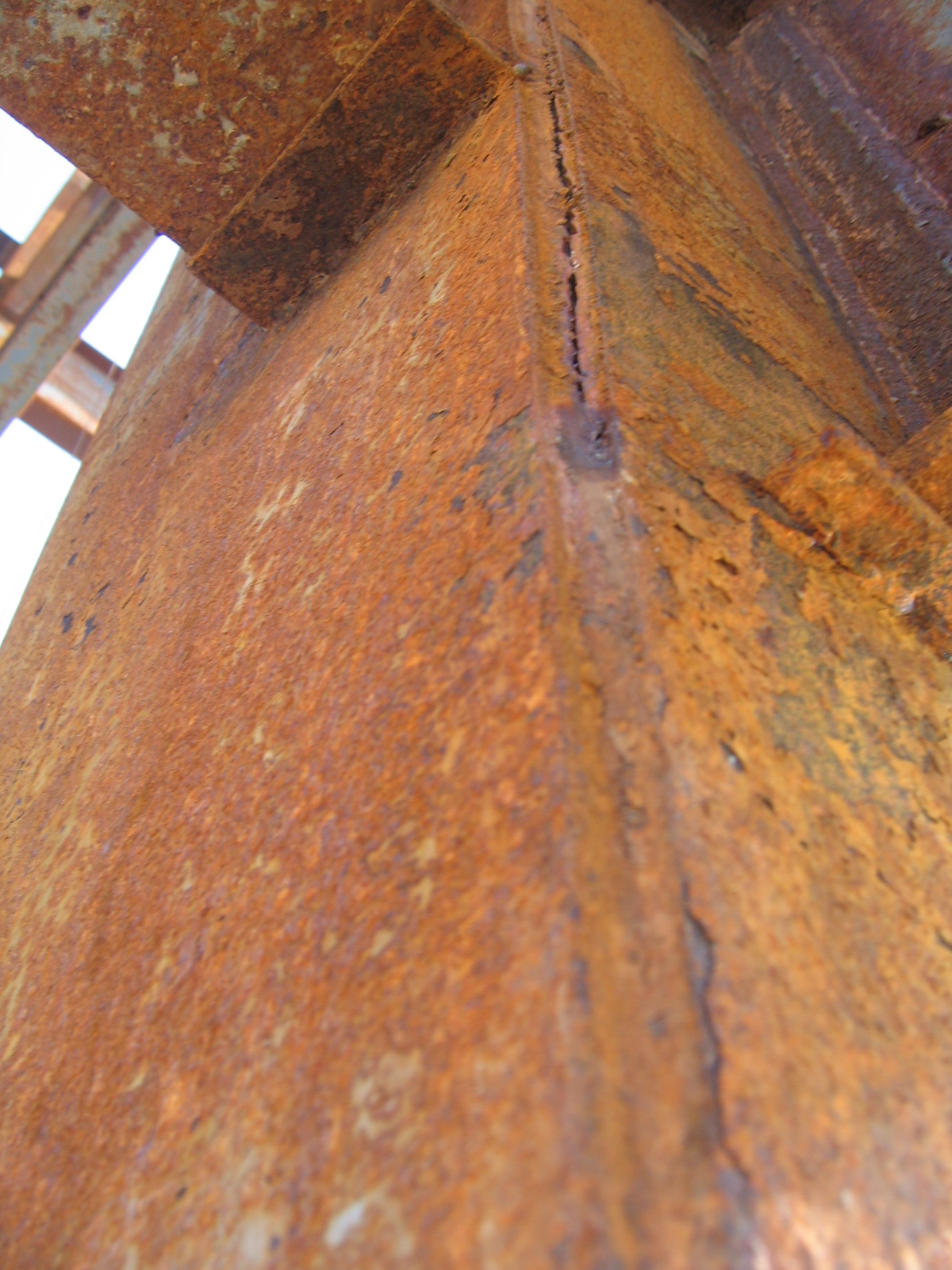
Se aprecia la falla de la columna

## Sucesos durante su construcción
El 13 de mayo de 2007, un vendaval azotó la ciudad de Cartagena de Indias y algunas poblaciones cercanas, lo que ocasionó una torsión en la estructura del edificio de un metro entre los pisos 28 y 40.[cita requerida] En el suceso no hubo perdidas humanas. En principio se pensó añadir al tiempo que había tomado realizar la obra, este suceso imprevisto (además de que las fuertes brisas habían retrasado el trabajo realizado hasta la fecha), sin embargo el proyecto ya no pudo recuperarse.
Esta torsión se debió a que la estructura no poseía las diagonales o Riostras que todo edificio de tal magnitud debería tener.
El 20 de mayo de 2007, una semana luego de que el vendaval azotara la ciudad, se determinó en principio que la torre debía ser desmontada y construida otra vez, ya que era vulnerable a la acción de fuerzas horizontales de los vientos o movimientos sísmicos.
Luego, se ventiló el rumor de un posible cambio del diseño original. Finalmente se canceló el proyecto original y el desarme definitivo de la estructura, fue ordenado por la Sociedad de Ingenieros y Arquitectos de Bolívar. Esta actividad se tenía prevista para antes de finalizar el mes de junio de 2007, puesto que debía iniciarse lo más pronto posible para evitar la temporada de lluvias.
No obstante, solo hasta El 10 de julio de 2007, comenzó el desmonte definitivo de la estructura. Los trabajos iniciales estuvieron a cargo de seis obreros y el apoyo de una grúa instalada en la propia estructura, bajo la dirección de Javier Coll, miembro de la comisión que estaba dirigiendo la obra. Cada corte para el desmonte, que se hacía en los puntos de soldadura, tomaba, en promedio, 10 minutos antes de que la pieza descienda sostenida por la mordaza de la grúa.
Para noviembre de 2007, el armazón metálico ha alcanzado una altura que equivaldría a unos 5 pisos.

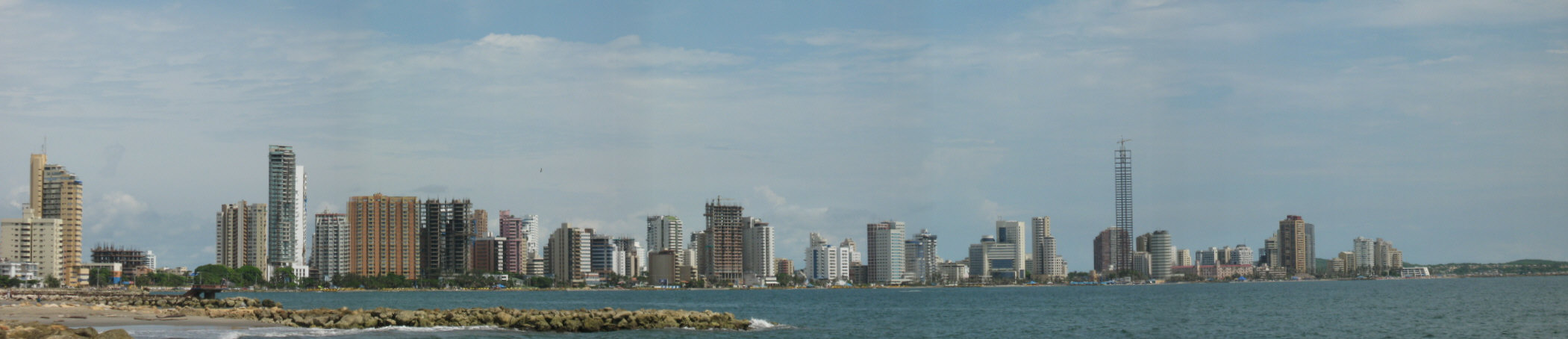
Bocagrande, de izquierda a derecha, con los edificios Horizontes (verde), Terrazas del Mar, Palmetto, y Torre de La Escollera, todos bajo construcción.

## Actualidad

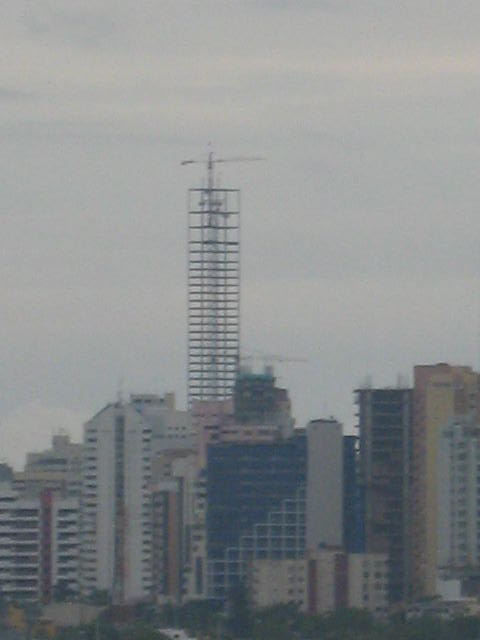
Torre de la Escollera desde el Colegio De La Salle - 19 de mayo de 2007.

Para septiembre de 2007, 4 meses después de ocurrido el vendaval, el desmonte de la estructura está casi finalizado. "La Escollera" apenas tiene una altura casi igual a la mitad del Hotel El Dorado, el cual podemos apreciar en la foto anterior a esta sección, al costado derecho del que sería el edificio más alto de Colombia (Blanco con líneas horizontales negras). Hasta el presente hay un proyecto arquitectónico que pretende superar la Torre Colpatria, el complejo BD Bacatá en Bogotá, que se estará terminando entre el 2015 y el 2016, estará compuesta por dos torres, una de ellas será la más alta que tendrá Colombia con 67 pisos y 240 metros de altura. Otro proyecto abandonado fue el edificio Faro-Monarca en Medellín, Antioquia, que estaba proyectado como de 280 metros de altura.
A un edificio de quince pisos quedará reducido el ambicioso proyecto Torre de la Escollera, que pretendía ser la edificación más alta de Colombia, según informó el gerente del proyecto Ángelo Fegalli al alcalde de Cartagena Nicolás Curi Vergara.